# Omorgus litigiosus
Omorgus litigiosus là một loài bọ cánh cứng trong họ Trogidae.